# Hans Eisele
Hans Kurt Eisele, född 13 mars 1913 i Donaueschingen, död 3 maj 1967 i Maadi, var en tysk Hauptsturmführer och SS-läkare. Han tjänstgjorde i flera koncentrationsläger, bland annat Buchenwald där han var ansvarig för mord på 300 tuberkulospatienter. Efter andra världskriget dömdes han till döden men straffet omvandlades till livstids fängelse. Han frisläpptes dock redan 1952.